# ヒアートゥス
ヒアートゥス（羅: hiatus）は、母音が隣接している状態、またはその隣接している部分。例えば、hiatus はそれ自体の i と a の間にヒアートゥスを有する。名前は「切れ目」や「隙間」を意味するラテン語に由来する。日本語では母音接続、あるいは連母音とも呼ばれる。
母音が二つ並んでいたとしても、二重母音の場合はヒアートゥスとは呼ばない。言語や方言、あるいは話者によってはヒアートゥスを避け、rやhなどの子音、yやwなどの半母音（わたり音）を挿入したり、母音を省略や結合させるといったことが行われる。
ヒアートゥスと二重母音を弁別しないこともある。例えば日本語で母音が連続している(語の途中にア行が入る)場合、素早く滑らかに発音した場合は二重母音のようになる場合でも、ゆっくりと丁寧に発音した場合はヒアートゥスになる。